# Запашні речовини
Запашні́ речови́ни — природні й синтетичні органічні сполуки з приємним запахом.
Природні запашні речовини містяться в рослинних ефірних оліях (наприклад, троянди, жасмину, герані та інших).
Синтетичні запашні речовини набули поширення у зв'язку з недостатньою для виробничих потреб кількістю рослинної сировини. Синтезовано низку ароматизаторів (наприклад, іонін з ароматом фіалки, жасмінальдегід та інші). У харчовій промисловості найвідомішою синтетичною запашною речовиною є ванілін, який має аромат ванілі.
Одержано також багато синтетичних запашних речовин, які у природі не зустрічаються.
Застосовують запашні речовини у парфумерній та харчовій промисловості, а також у медицині.